# 毛利熙徳
毛利 熙徳（もうり ひろのり、文化3年（1806年） - 天保9年10月7日（1838年11月23日））は、長州藩一門家老である阿川毛利家の13代当主。
父は毛利房嘉。弟に毛利広悌（毛利上野、四男に毛利親直）、子に毛利親彦。通称は少輔三郎、志摩。初名は長教（ながのり）。別名に熙孝（ひろたか）が伝わる。諱は煕徳、凞徳とも表記する。

## 生涯
文化3年（1806年）、一門毛利房嘉の長男として生まれる。文化4年（1807年）、父の死去により家督を相続する。藩主毛利斉熙の偏諱を受けて熙徳（または熙孝）と名乗り、加判役（家老）として仕えた。陶工蔵崎貞之進を召抱え、領内飯の山に御用窯を開設している。
天保9年（1838年）10月7日死去。享年33。家督は嫡男の親彦が相続した。
吉田松陰の外祖父の村田右中は熙徳に仕えた。